# 愛正会
愛正会（あいせいかい）は、自由民主党の派閥。通称は、藤山派。

## 概要
藤山愛一郎が総理総裁を目指し、岸信介派の反池田勇人系議員を糾合して結成。派閥維持のために巨額の私財を注ぎ込み、3回にわたって自由民主党総裁選挙に挑んだが全て敗退した。また、派閥も落選・脱退・引退・死去で議員を減らしていった。1968年の自民党総裁選で藤山が立候補を目指した際、有力幹部だった南条徳男が佐藤栄作の三選を支持して対立。南条は衆参十数名の議員とともに藤山派を離脱し、福田赳夫派に合流した。大麻派に属していた小泉純也は、大麻唯男の死後に愛正会に所属した。
最後は領袖の藤山愛一郎、江﨑真澄、遠藤三郎、田村良平、竹内黎一、永田亮一の計7人のみとなった。1971年末に水田派に吸収される形で合併（藤山と竹内は不参加、遠藤は急死）。

## 所属していた国会議員一覧

### 福田派へ移籍
- 福家俊一（後に退会）

### 水田派へ移籍
- 江﨑真澄（後に田中派へ移籍）
- 田村良平（後に田中派へ移籍）
- 永田亮一（後に田中派へ移籍）

### 南条グループ分派→福田派
- 南条徳男
- 宇田国栄
- 杉原荒太
- 床次徳二
- 平井太郎

### 無派閥
- 藤山愛一郎
- 竹内黎一（後に田中派へ移籍）

### その他
- 綾部健太郎
- 遠藤三郎
- 小沢佐重喜
- 加藤精三
- 小泉純也
- 武知勇記
- 花村四郎
- 藤原あき
- 星島二郎
- 増原惠吉